# متحف علي محمد العاصمي
متحف علي محمد العاصمي أحد متاحف منطقة عسير في سودة عسير، أسسه علي محمد الجحل العاصمي.

## أجزاء المتحف
يتكون المتحف من مبنى مستقل به قاعة رئيسية كبيرة مساحتها 144 متر مربع كما تم إضافة ثلاث قاعات أخرى الأولى والثانية مساحة كل واحدة منهما 24 متر مربع والقاعة الثالثة مساحتها 40 متر مربع، ويتنوع أسلوب العرض بالمتحف باستخدام خزائن العرض الزجاجية والاستاندات بأسلوب جيد.
ويحتوي المتحف على بعض الصور الخاصة بالأسرة السعوديـة المالكة والعملات والحلي والفضيات إضافة إلى الأسلحة وأدوات الحرب بأنواعها والهواتف القديمة والملابس التراثية وأدوات الزراعة والمطبخ والمكاييل والموازين والخوصيات والنحاسيات والمصنوعات الجلدية المختلفة، كما يوجد كشك لبيع التذاكر.